# مملكة ماروار
تقع مملكة ماروار (بالانجليزية: Kingdom of Marwar) المعروفة أيضًا باسم ولاية جودبور (بالانجليزية: Jodhpur State) تحت حكم البريطانيين، وهي مملكة في منطقة مروار من عام 1243 حتى عام 1818 وولاية أميرية تحت الحكم البريطاني من عام 1818 حتى عام 1947. أسست عام 1243 في بالي على يد راو سيها، الذي يُعرف بأنه مهاجر من سلالة غادافالا النبيلة. واصل خلفاؤه في النضال ضد القوى الإقليمية التي حاولت السيطرة عليها وقد توفي 9 من أصل 15 حاكم حتى عام 1438 خلال هذا النزاع. في عام 1395، تم تغيير عاصمتها إلى ماندور من قِبَل راو تشوندا ثم إلى جودبور في عام 1459 من قِبَل راو جودا.
كافح شعب مملكة ماروار وقاوموا هجمات سلطنة مغول الهند تحت حكم راو جانجا ومالديو راثور المعروف بأنه أحد أعظم المحاربين في ذلك الوقت. حافظت المملكة على استقلالها حتى ضمتها سلطنة مغول الهند إليها في عام 1581 بعد وفاة تشاندراسن راثور. بقيت المملكة تحت السيطرة المغولية المباشرة حتى أعيد أوداي سينغ إلى العرش كتابع بعد منحه لقب راجا في عام 1583. خلال أواخر القرن السابع عشر، وقعت المملكة تحت السيطرة الصارمة للإمبراطور المغولي أورنكزيب عالم كير، لكن سُمح للبيت الحاكم في راثور بالبقاء بشكل شبه مستقل داخل أراضيهم.
دخلت مملكة ماروار في فترة طويلة من النزاع والحرب مع المغول بعدما توفي راجا جاسوانت سينغ في عام 1678 حيث كان من المفترض أن يخلفه ابنه أجيت سينغ، لكن الحاكم أوزنكريب لم يعينه خليفة. خلال هذه الفترة، كافح دورغاداس راثور للحفاظ على سلالة راثور وحرر مملكة ماروار من حكم الإمبراطورية المغولية بعد 31 عامًا من الحرب. في أواخر القرن الثامن عشر وأوائل القرن التاسع عشر، اجتاحت جحافل المراثيون في سينديا وهولكار المملكة. عانت مملكة ماروار من الإفلاس بسبب الإشادة الثقيلة التي فرضها المراثيون، وقد تضاءل جيشها الشهير حينها بسبب الحروب الداخلية والتمردات التي نظمهل النبلاء، ما أجبر الحكام على طلب المساعدة من البريطانيين.
لم يتدخل البريطانيين في شؤون الدولة حتى 6 يناير عام 1818، عندما بدأ الراجا مان سينغ في تحالف فرعي، الأمر الذي أبقى حكام مملكة ماروار (أو جودبور) حكامًا لدولة أميرية. في أثناء ثورة الهند عام 1857، قاد نبلاء راجبوت بقيادة ثاكور كوشال سينغ من آوا تمردًا ضد مهراجا تاخت سينغ والبريطانيين، لكن تم إنهاء التمرد على يد الجيوش البريطانية تحت قيادة العقيد هولمز بعد حصار حصن ثاكور في آوا. قاتلت جيوش ولاية جودبور في الحرب العالمية الأولى لصالح البريطانيين. وقد قاتلوا بنشاط أيضًا في أفغانستان والشرق الأوسط وحققوا سلسلة من الانتصارات للإمبراطورية البريطانية. هزم فرسان جودبور بدعم من فرسان ميسور مجموعةً كبيرة من الأتراك والألمان في معركة حيفا (1918). شاركوا أيضًا في عدة معارك أخرى مثل حملة ترعة السويس الأولى ومعركة غزة الثالثة والاحتلال البريطاني لغور الأردن ومعركة أبو تيلول ومعركة مجدو.
بعد تقسيم الهند في عام 1947، وقّع مهراجا هانوانت سينغ، آخر حاكم لولاية جودبور، صك الانضمام في 11 أغسطس من عام 1947 لدمج ولايته ضمن اتحاد الهند.

## جغرافيًا
تغطي ولاية جودبور مساحة 93.423 كم2 (36.071 ميل مربع) وهي بذلك تُعتبر أكبر ولاية تابعة لمكتب وكالة راجبوتانا وثالث أكبر ولاية في الهند البريطانية بعد ولاية جامو وكشمير ودولة حيدر أباد. وصل متوسط إيرادات الدولة إلى 56.00.000 روبية في عام 1901. بشكل طبيعي، تقدم التحية لمهراجا جودبور بإطلاق 19 بندقية و 21 فرديين. ومع ذلك، تم التقليل من عدد البنادق ليصل إلى 17 بندقية و 21 بندقية فردية في عام 1870 بسبب شجار مع ماهارانا أودايبور.